# Eva Margarethe Borchert-Schweinfurth
Eva Margarethe Borchert-Schweinfurth (geboren Anna Helene Eva Margarethe Schweinfurth; * 8. Maijul. / 20. Mai 1878greg. in Riga; † 21. Januar 1964 in Berlin) war eine deutsch-baltische Malerin und Grafikerin.

## Leben
Ihre Eltern waren der Rigaer Großkaufmann und Weinhändler Carl Wilhelm Schweinfurth und dessen Ehefrau Anna, geb. Teichmann. Eva Margarethe, genannt Mara, wuchs als zwölftes Kind in einer wohlhabenden Familie auf. Ihr Vater war ein Vetter des Afrikaforschers Georg Schweinfurth.
Mit 11 Jahren begann Eva Margarethe Schweinfurth, künstlerischen Unterricht zu nehmen. 1895 besuchte sie die Jung-Stillingsche Kunstschule in ihrer Geburtsstadt Riga. Im Jahr darauf erlangte sie ein Zeichenlehrerinnen-Diplom an der Kaiserlichen Kunstakademie in Sankt Petersburg. 1898 ging sie für drei Jahre nach Paris, wo sie eine Schülerin des Malers Raphaël Collin war. Um 1901/1902 bildete sie sich in München bei Maximilian Dasio im Bereich Radierung und Lithografie fort.
Am 3. Juni 1902 heiratete sie den Maler und Illustrator Bernhard (Christian Carl) Borchert (1863–1945) in Riga. Ab 1903 lebte sie in Riga, wo sie im gleichen Jahr als Professorin die Leitung der Porträtklasse der Städtischen Kunstschule übernahm, die sie bis 1913 innehatte. Die Borcherts waren unter anderem mit dem lettischen Maler Janis Rozentāls befreundet.
1906 und 1907 hielt Borchert sich in Berlin auf, wo sie für kurze Zeit von Fritz Rhein in der Porträt-Malerei unterrichtet wurde. Sie hatte auch Kontakte zu Künstlern wie Max Liebermann, Max Beckmann und Minna Beckmann-Tube. 1907 unternahm sie mit ihrem Mann eine Studienreise nach Paris, später folgten Reisen nach Italien, Schweden und wiederum Berlin. Von 1915 bis 1917 lebten sie in Moskau, wo Bernhard Borchert als Professor am während des Ersten Weltkriegs vorübergehend evakuierten Rigaer Polytechnikum lehrte. 1918 kehrten sie nach Riga zurück. Dort fand sie ihr Atelier, in dem viele ihrer Bilder aufbewahrt gewesen waren, ausgeraubt vor.
Ab 1919 lebte Borchert in Berlin, wo sie als Porträtmalerin tätig war. Ab 1923 wohnte sie abwechselnd auch immer wieder in Gollnow. 1926 gründete sie zusammen mit der Landschaftsmalerin Elise Degner eine private Malschule.
Ihr Mann starb während des Zweiten Weltkriegs auf der Flucht. 1945 galt er als verschollen und wurde im gleichen Jahr für tot erklärt. Eva Margarethe Borchert wohnte nach dem Krieg bis 1953 in Kranzegg (Rettenberg, Allgäu) und danach wieder in Berlin, wo sie 1964 verstarb.
Ihr Sohn Bernhard (Wilhelm) Borchert (1910–1971) war ebenfalls Maler und Grafiker. Dessen Tochter, die Künstlerin Brigitta Borchert (* 1940), gab 2010 Eva Margarethe Borcherts Autobiografie Mara. Eine Malerin zwischen Riga, Paris, Moskau, München und Berlin heraus.

## Werk
Während ihrer Ausbildung in Paris und München versuchte sich Borchert zunächst an allegorischen Studien, mitunter in Annäherung an den Jugendstil. Sie fertigte auch Märchenillustrationen an. Ab 1903 bis 1907 konzentrierte sie sich zunehmend auf Porträts, die den bedeutendsten Teil ihres Gesamtwerks ausmachen. 1910 war Borchert bereits als Bildnismalerin anerkannt. Außerdem schuf sie Genrebilder mit landschaftlichen oder figürlichen Themen. Sie wählte vorwiegend eine realistisch-impressionistische Darstellungsweise mit leuchtender Farbigkeit. Sie malte in Öl, Pastell und Aquarell, zeichnete aber auch, schuf Radierungen und Lithografien. Zuletzt nahm die Bedeutung der Farbe in ihren Porträts ab, während ihr die Form wichtiger wurde, um den Charakter des Porträtierten hervorzuheben.
Ab 1901 wurden Borcherts Werke in Einzelausstellungen gezeigt, vor allem in Riga. Außerdem nahm sie an Ausstellungen in Mitau, Paris, Berlin, Gollnow und Kiel teil. 2010 fand eine Ausstellung der sich über vier Generationen erstreckenden Künstlerfamilie Borchert in Riga statt. Werke von Bernhard und Eva Margarete Borchert wurden gezeigt im Lettischen Nationalen Kunstmuseum, das auch Bilder aus seiner Sammlung beisteuerte. Werke ihrer Nachkommen waren gleichzeitig im Schwarzhäupterhaus ausgestellt.
Werke (Auswahl)
- Der Sturm, Einsamkeit, Der Tod, Das Lied (allegorische Studien)
- Bildnisse von Georg Schweinfurth, Pastell (früher im Kolonialamt in Berlin, im 2. Weltkrieg vernichtet)[7]
- Bildnis einer Sängerin, Pastell
- Porträt des Malers H. Siecke, Öl
- Bildnis der 18 jährigen Tochter von Hermione von Preuschen, Pastell
- Der gelbe Hut, 1907, Selbstbildnis
- Selbstbildnis, 1908 (lebensgroß mit Palette), Ölgemälde, zerstört[1]
- Caroussel de Luxembourg, 1908
- Porträt des Fräuleins Grasset, ca. 1910
- Nach dem Maskenball, vor 1911
- Dorfschullehrer aus Pommern, 1925
- Porträt des ältesten Sohnes Niels, 1926
- Porträt von Elise Degner, um 1926
- Frauenbildnis, 1929